# Acragas phasianius
Acragas phasianius är en spindelart som beskrevs av Eugène Simon 1900. 
Acragas phasianius ingår i släktet Acragas och familjen hoppspindlar. Inga underarter finns listade i Catalogue of Life.